# Średnice sprzężone

Średnice sprzężone elipsy. Każdy bok opisanego równoległoboku jest równoległy do jednej ze średnic.

Średnice sprzężone – dwie cięciwy elipsy przechodzące przez jej środek takie, że każda z nich przecina w połowie dowolną cięciwę równoległą do drugiej z nich. 
W przypadku okręgu dwie średnice są sprzężone wtedy i tylko wtedy gdy są prostopadłe.
Prosta styczna do elipsy w punkcie końcowym jednej średnicy jest równoległa do drugiej z nich. Każdej parze średnic sprzężonych elipsy odpowiada opisany na elipsie równoległobok, którego boki równoległe są do tych średnic. Isaac Newton w manuskrypcie De motu corporum in gyrum ("O ruchu ciała na orbicie") dowodzi lematu o tym, że wszystkie takie równoległoboki dla danej elipsy mają to samo pole.
Elipsa jest jednoznacznie wyznaczona przez dowolną parę swoich średnic sprzężonych. Pappus z Aleksandrii w 14 twierdzeniu z Księgi VIII swego Zbioru (Synagoge) podaje sposób konstrukcji osi elipsy na podstawie danej pary średnic sprzężonych.
Pojęcie sprzężonych średnic można wprowadzić także dla hiperboli, o ile uwzględni się hiperbolę sprzężoną do danej - należy więc rozpatrzyć cztery gałęzie dwóch wzajemnie sprzężonych hiperbol. Jeśli pewien odcinek jest średnicą jednej z hiperbol, to zgodnie z powyższą definicją średnicą sprzężoną będzie odpowiednia średnica hiperboli sprzężonej. Gdyby uznać asymptotę hiperboli za jej średnicę, to byłaby on średnicą samosprzężoną.